# 布萊恩·切斯基
布萊恩·約瑟夫·切斯基（英語：Brian Joseph Chesky；1981年8月29日—）為美國一名工業設計師出身的企業家，同時也是Airbnb的創辦人兼執行長。2015年，《時代雜誌》將切斯基名列該年度的時代百大人物。

## 早年生活與教育
1981年8月29日，布萊恩·切斯基出生於美國紐約州的尼斯卡尤納。他的雙親皆為社會工作者，父親羅伯特·哈利·切斯基（Robert Harry Chesky）具有波蘭裔和烏克蘭猶太裔血統，母親黛博拉·切斯基（Deborah Chesky）則有義大利裔血統。他在家中兩名子女中排行老大，下有一名妹妹艾莉森·切斯基（Allison Chesky）。童年時期的切斯基對便藝術表現出高度興趣，除喜歡模仿他人的畫作，也愛設計新鞋和新玩具，以及將舊的鞋和玩具重新設計。年紀稍長後，他的興趣轉向設計和景觀建築。
切斯基於1999年正式進入羅德島設計學院就讀，並於2004年獲得了工業設計的美術學士。於羅德島設計學院就學期間，他認識了喬·傑比亞（Joe Gebbia），兩人之後共同創立了Airbnb。

## 生涯
自羅德島設計學院畢業後，布萊恩·切斯基來到洛杉磯的3DID公司（3DID Inc.）擔任工業設計師和策劃師的工作。2007年，他搬到舊金山，並和大學時期的同學喬·傑比亞同居，共享同一個公寓單位。同年十月，美國工業設計師協會於舊金山舉辦一場研討會，會場附近的酒店皆以客滿。當時兩人正好缺錢支付該月的租金，因此決定將公寓單位出租籌款。為此，他們購買了三張充氣床墊，並以「氣墊床與早餐」（Airbed and Breakfast）為概念行銷該住所，住所開放入住的第一晚便有三名旅客前來。「氣墊床與早餐」（Airbed and Breakfast）便是Airbnb公司名稱的由來。
2008年2月，自哈佛大學畢業的資訊工程師內森·布雷查兹克（Nathan Blecharczyk）加入兩人的團隊，成為Airbnb的第三位創辦人。三人在新成立的公司內有各自的分工，由切斯基領軍並擔任首席執行官。為了籌備資金，由於正值2008年美國總統選舉競選期間，三人根據貝拉克·奧巴馬和約翰·麥凱恩兩位候選人設計了兩款限定款麥片，分別為「奧巴馬的『O』」（Obama O’s）和「麥凱恩上校」（Cap'n McCains）。由於麥片策略大獲成功，Y Combinator決定為Airbnb成立種子基金專案。第一年，Airbnb開始拓展國際業務，並在歐洲成立了多處辦公室。2011年，切斯基為Airbnb處理客戶投訴住家遭承租人破壞一事發表公開信，他於信中宣布公司將成立24小時服務熱線，除將增加人手負責這類案件，若承租人在入住期間對房屋造成破壞或有偷竊行為而造成出租人的損失，Airbnb將提供出租人最高50,000美元的賠償金。2015年，切斯基宣布Airbnb成為在巴西里約熱內盧舉行的2016年夏季奧林匹克運動會的贊助商之一，他還指出2014年世界杯足球賽期間，有超過12萬名旅客入住Airbnb的住所。截止2015年3月，Airbnb的估值為200億美元。
2017年4月，切斯基受邀參加領英創辦人里德·霍夫曼所主持的播客節目《擴張大師》（英語：Masters of Scale），同為第一批受訪者的還有馬克·扎克伯格、約翰·埃爾坎和戴安·格林。他在節目中討論Airbnb如何在不同尺度上實現擴張，他認為許多本身無法擴張的小細節往往才是企業得以擴張的關鍵。
切斯基和美國前總統貝拉克·奧巴馬私交甚深，兩人有定期通話的習慣。切斯基於卡拉·斯維什爾主持的播客節目上指出，2019冠狀病毒病疫情爆發後，奧巴馬在美國媒體普遍還未關注疫情的時候便已在電話中提醒他，Airbnb要為疫情擴散做好萬全準備。

## 慈善事業
2016年6月1日，布萊恩·切斯基加入捐贈誓言計畫，該計畫由一群身價超過10億美元的富豪所發起，他們承諾將自己多數的財產捐出，成員包括沃倫·巴菲特和比爾·蓋茨。切斯基如此形容自己加入捐贈誓言的動機：「我加入這項計畫便是希望幫助更多孩子能像我一樣實現自己的夢想，走過和我相似的人生歷程。我要讓他們知道，他們的夢想不應被他們眼前能看到的事物所限制，他們的可能性沒有極限。華特·迪士尼曾說過：『只要你夢想得到的事情，你一定能將之實現。』我希望引導這些孩子實現夢想。」

## 殊榮
2015年，布萊恩·切斯基除了名列當年《福布斯》雜誌所發布的美國40歲以下富豪榜名單中，還成為《時代雜誌》該年度的時代百大人物之一。同年5月，時任美國總統貝拉克·奧巴馬任命切斯基為全球創業精神總統大使之一。切斯基還是2016年福布斯美國400富豪榜中最年輕的富豪。2018年，舊金山商業時報將該年度灣區最佳執行長這一稱號頒給了切斯基。